# Piotrków Kujawski
Piotrków Kujawski (seit 1954, früher und deutsch Piotrkowo) ist eine Stadt im Powiat Radziejowski der Woiwodschaft Kujawien-Pommern in Polen. Die Stadt mit ca. 4500 Einwohnern ist Sitz der gleichnamigen Stadt-und-Land-Gemeinde mit etwa 9400 Einwohnern.

## Geschichte
Piotrkowo wurde seit 1325 urkundlich erwähnt. August III. erteilte 1738 die Stadtrechte. Nach der Dritten Teilung Polens kam Piotrkowo an Preußen, wurde aber in der Napoleonischen Zeit 1807 in das Herzogtum Warschau eingegliedert. Durch den Wiener Kongress kamen Stadt und Region 1815 über das neu errichtete Kongreßpolen an Russland. Nach dem polnischen Januaraufstand 1863 wurden 1867 die Stadtrechte aberkannt.
In der Zeit der Zweiten Polnischen Republik gehörte der Ort zur Woiwodschaft Warschau und kam im Zuge eines Gebietstauschs von 1938 bis 1950 an die Woiwodschaft Pommerellen. Seit 1933 stieg nach dem Bau der Eisenbahn – als Teil der Kohlenmagistrale – die Bedeutung des Orts. Während der deutschen Besetzung wurde der Ort im Landkreis Hermannsbad (bzw. Nessau) des Reichsgaus Wartheland 1939 in Petrikau und 1943 in Petrikau (Wartheland) umbenannt.
Seit 1950 gehörte Piotrków zur Woiwodschaft Bydgoszcz und 1975–1998 zur Woiwodschaft Włocławek. Von 1954 bis 1972 bestand die Gromada Piotrków Kujawski. Am 1. Januar 1998 erhielt Piotrków Kujawski die Stadtrechte zurück und die Gemeinde bekam ihren heutigen Status.
Von 1908 bis in die 1980er Jahre bestand der Kleinbahnhof Piotrków Kujawski Wąskotorowy an der Schmalspurbahn Aleksandrów Kujawski–Sompolno. Die Bahn gehörte zu einem Rübenbahnnetz der Zuckerfabrik Kruszwica.

## Baudenkmale und Sehenswürdigkeiten

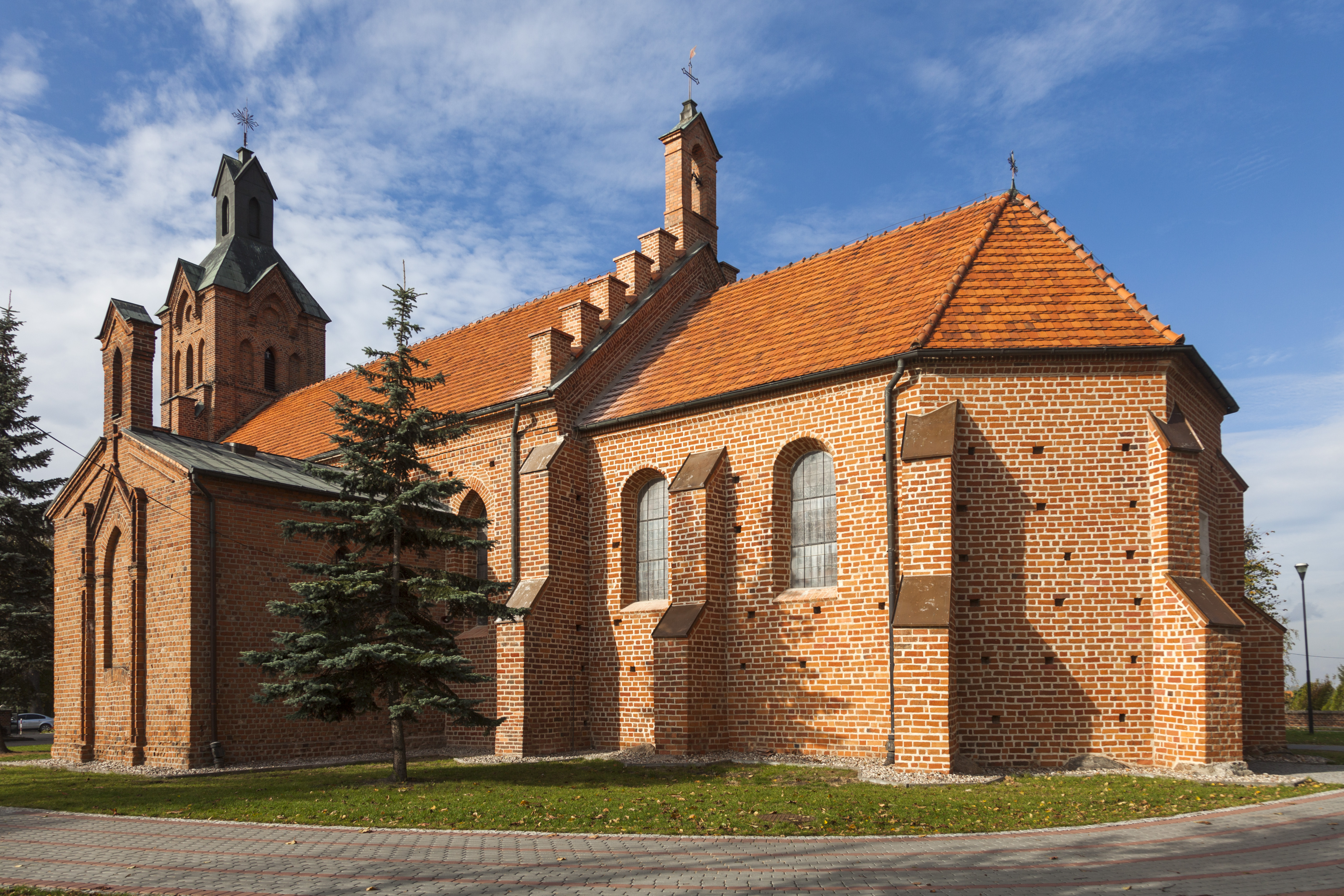
Kirche St. Jakob

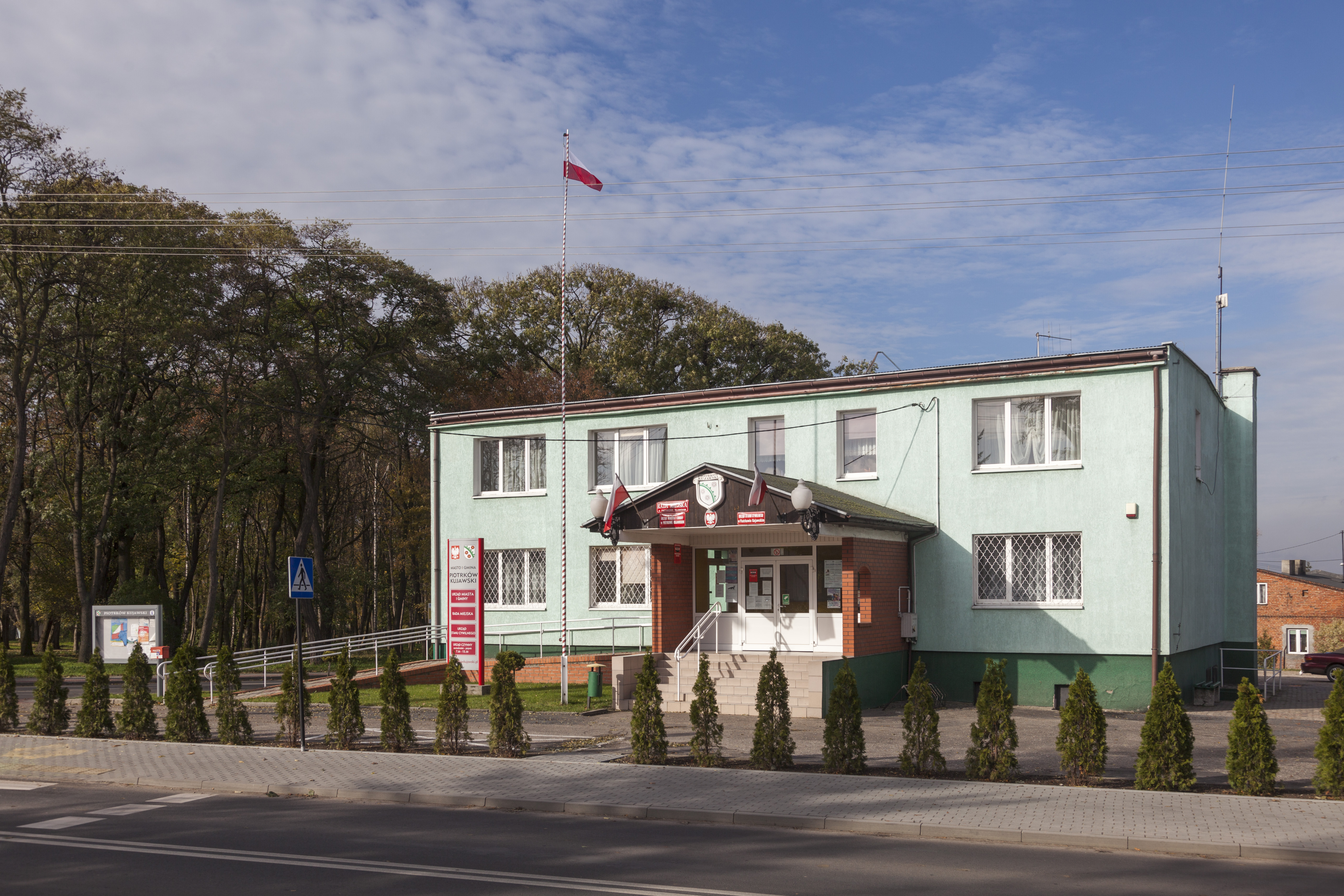
Stadt- und Gemeindeverwaltung

- Kirche St. Jakob (św. Jakuba): Die Kirche wurde in der ersten Hälfte des 16. Jahrhunderts errichtet. Bauherr war der Besitzer des Orts Piotr Piotrowski, ein Kanoniker in Włocławek. Die Kirche wurde 1864 im neugotischen Stil erweitert.[1]
- Gutsanwesen mit Herrenhaus (um 1900, nach 1945 vereinfacht wieder aufgebaut) und Park aus der zweiten Hälfte des 19. Jahrhunderts – heute Stadtpark, Marienstatue (um 1900).[2]
- Friedhof aus der ersten Hälfte des 19. Jahrhunderts.

## Gemeinde
Zur Stadt-und-Land-Gemeinde (gmina miejsko-wiejska) Piotrków Kujawski gehören die Stadt selbst und 22 Dörfer mit Schulzenämtern.

## Wirtschaft

### Industrie
PHZ SM Lacpol betreibt in der Stadt eine große Milchpulverfabrik (Proszkownia Mleka).

### Verkehr
Der Bahnhof Piotrków Kujawski liegt an der Bahnstrecke Chorzów–Tczew und wird von sechs TLK-Zugpaaren Warschau–Bydgoszcz pro Woche bedient.
In der Stadt zweigt die Woiwodschaftsstraße DW267 von der DW266 ab.

## Persönlichkeiten
- Robert “Bob” Lewandowski (1920–2006), amerikanischer Journalist und Filmschauspieler
- Waldemar Otto (1929–2020), deutscher Bildhauer
- Anna Sobecka (* 1951), polnische Politikerin